# Mimmo Lucano
Domenico Lucano, detto Mimmo (Melito di Porto Salvo, 31 maggio 1958), è un politico e attivista italiano.
Quattro volte sindaco di Riace, è divenuto celebre in Italia e poi all'estero per il suo approccio nella gestione dei rifugiati, e degli immigrati in genere, nel contesto della crisi europea dei migranti: durante la sua amministrazione della cittadina calabrese, circa 450 tra rifugiati e immigrati si sono stabiliti nel piccolo villaggio ionico accanto ai suoi 1 800 abitanti. Nel 2010 si è posizionato terzo nella World Mayor, un concorso mondiale organizzato da City Mayors Foundation che a cadenza biennale stila la classifica dei migliori sindaci del mondo. Nel 2016 è comparso al 40º posto nella lista dei leader più influenti dettata dalla rivista americana Fortune.
Nel 2024 è eletto eurodeputato nelle liste di Alleanza Verdi e Sinistra.

## Biografia

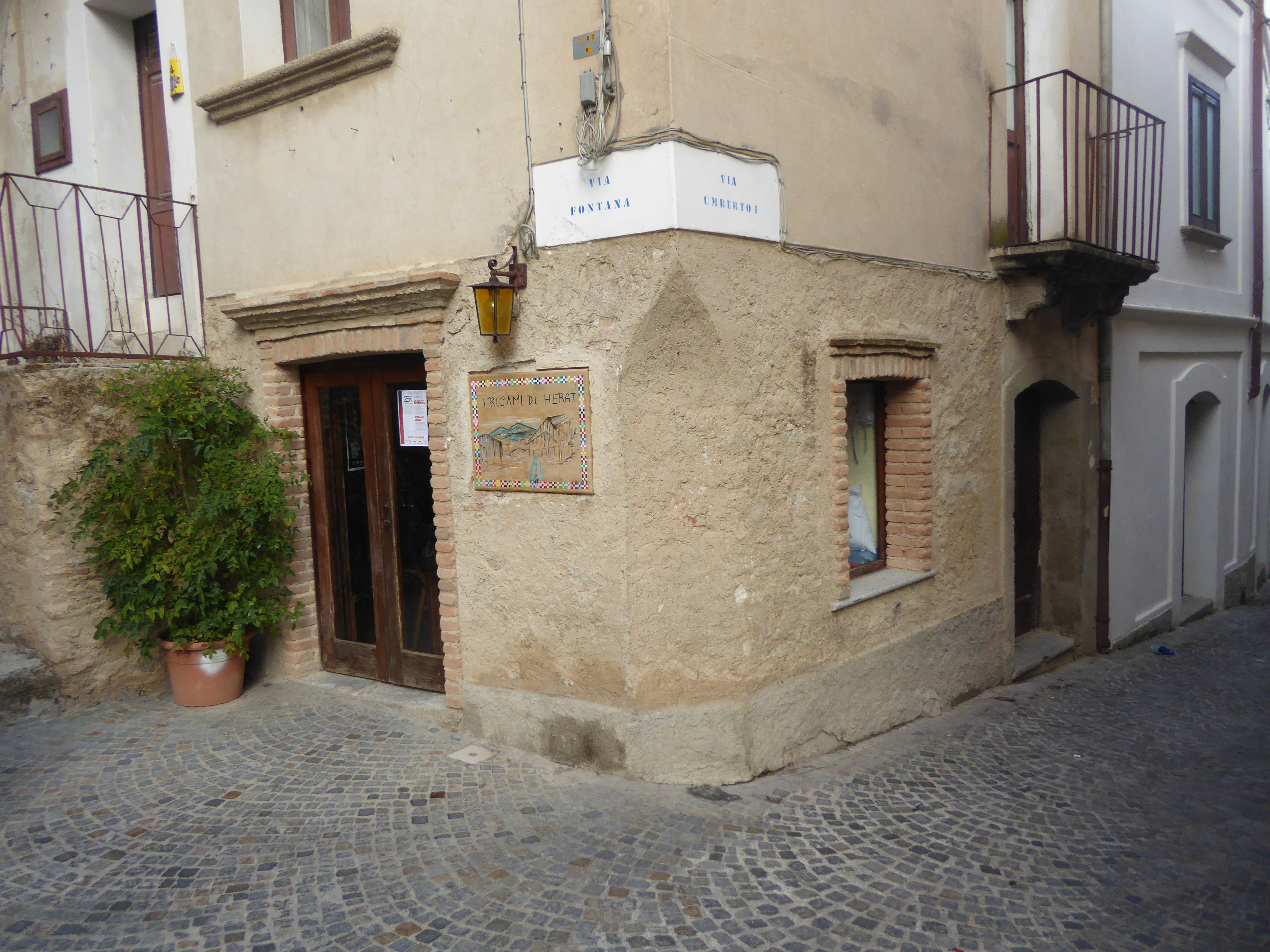
I ricami di Herat

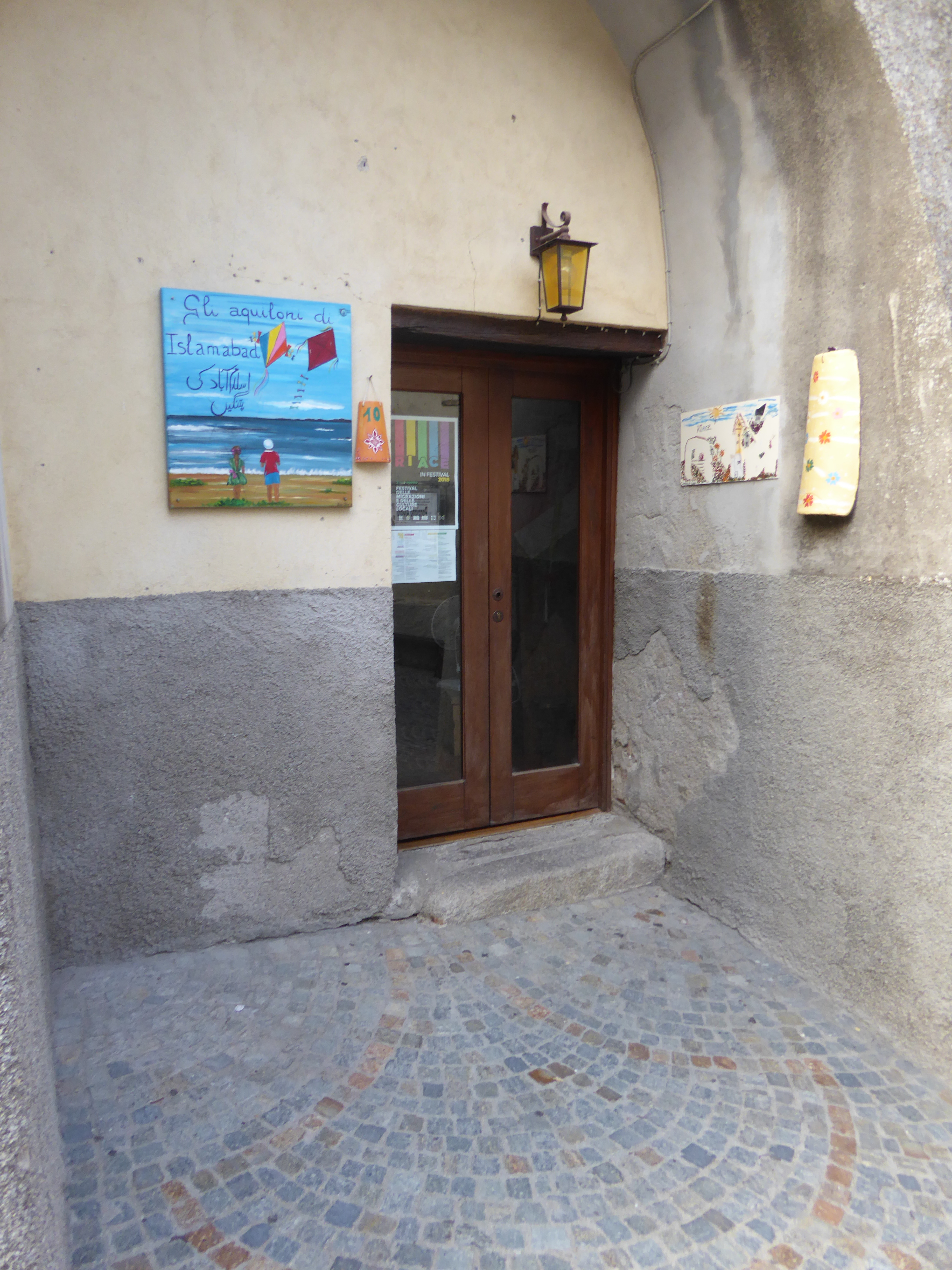
Gli aquiloni di Islamabad

### Formazione e primi anni
Si diploma come perito chimico e successivamente si trasferisce a Roma per studiare Medicina; vi rimane quattro anni, poi decide di abbandonare gli studi e tornare in Calabria. Diventa insegnante, professione che esercita prima a Roma, poi a Bussoleno, ma vivendo a Santena in Provincia di Torino. Si sposa e ha tre figli, ma si separa nel 2010.
Il 1º luglio 1998, da libero cittadino, insieme ad altri Riacesi accoglie alcuni curdi che sbarcano sulle coste di Riace, iniziando ad interessarsi alle modalità di accoglienza adottate a Badolato un anno prima.

### Associazione "Città Futura"
Nel 1999, insieme ad altri cittadini riacesi, Lucano fonda l'associazione "Città Futura", associazione dedicata a Don Pino Puglisi, con l'intenzione di aprire le case ormai abbandonate di Riace superiore e recuperare i mestieri di "una volta", orbitando intorno al concetto di ospitalità.
Successivamente crea la cooperativa "Il Borgo e il cielo" per gestire i nuovi laboratori di tessitura, ceramica, vetro e confetture: la cooperativa è composta da 10 persone, tra cui due immigrati.
Nelle elezioni comunali del 2000 entra nel consiglio comunale come componente della minoranza.

### Sindaco di Riace

#### 1º mandato (2004-2009)

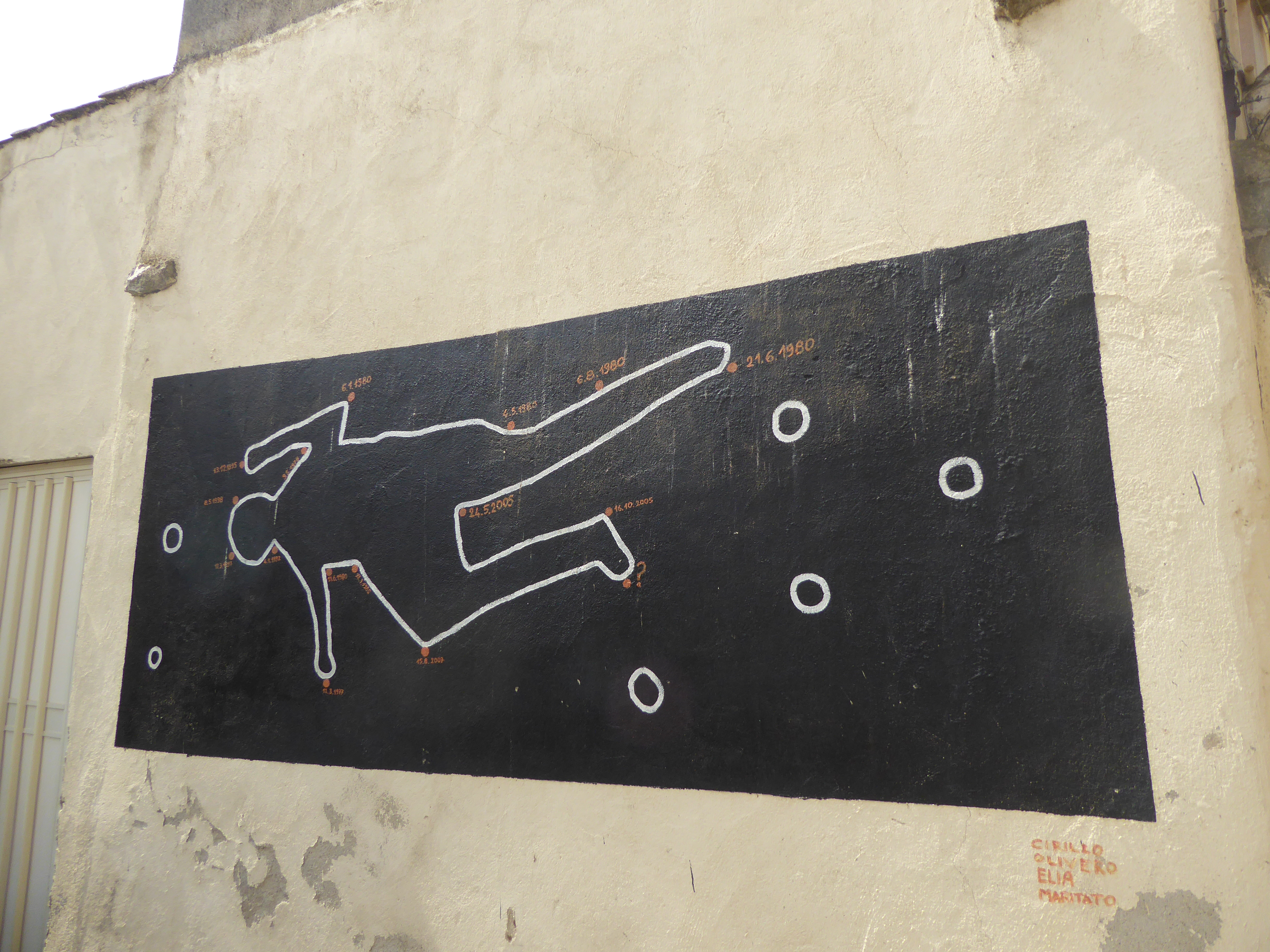
Murale di alcuni morti uccisi in Calabria creato nella "settimana dei colori" del 2009

Nel 2004 Lucano per la prima volta si candida a sindaco e viene eletto il 12 giugno 2004 con il 35,4% dei voti. Dopo un anno aderisce a Recosol, la rete di comuni solidali con cui partecipa a progetti di tipo solidale mentre il Consiglio comunale devolve parte del ricavato della annuale Festa dei Santi Cosma e Damiano in un progetto in Niger e poi per un nuovo progetto nel Sahel. 
Nel 2006 riceve il premio in "ricordo di Tom Benetollo" e dalla Provincia di Roma riceve il premio sostenibilità ambientale.
A giugno 2006 organizza a Riace il primo convegno degli oltre 100 amministratori della rete dei comuni solidali.
Dal 2008 una nuova emergenza migranti viene proclamata da Lampedusa e diffusa nei media, e la sfida del sindaco di Riace nei confronti del sindaco dell'isola siciliana finisce sulle prime pagine del Corriere della Sera.

#### 2º mandato (2009-2014)

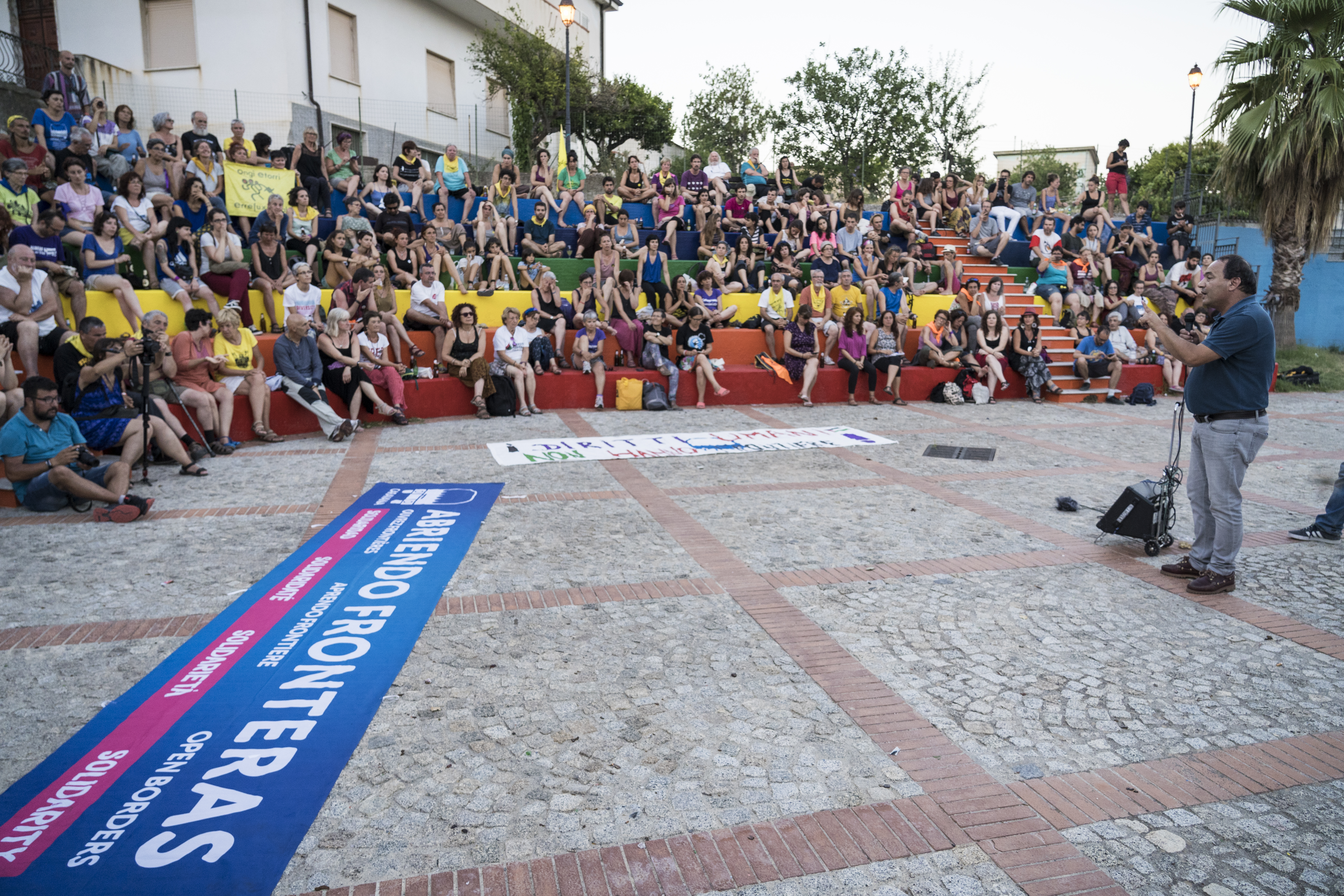
Il sindaco Mimmo Lucano all'Anfiteatro di Riace

Nella primavera del 2009 il sindaco calabrese si ricandida per il secondo mandato con la lista civica "L'altra Riace": il 14 giugno 2009 vince con 611 voti (51,7%).
Nell'estate del 2009 Mimmo Lucano, insieme a Domenico Congiusta, promuove la "Settimana dei colori", dove le associazioni ARCI e Libera delle città di Torino, Cosenza e Napoli crearono a Riace dei murales con tema le Vittime di 'Ndrangheta: Rocco Gatto, Giuseppe Valarioti, Totò Speranza, Gianluca Congiusta e Francesco Fortugno, ma anche Peppino Impastato.
Da settembre 2009 Stignano accoglie l'appello di Lucano di aiutare il sindaco di Lampedusa Dino De Rubeis per l'accoglienza di alcuni richiedenti asilo in case sfitte, a cui segue anche il comune di Caulonia. Verranno accolti poi i migranti del CPT di Ragusa e Crotone.
Nel 2010 arriva terzo nella competizione mondiale dei sindaci, il World Mayor, grazie ai progetti di accoglienza del comune sviluppati negli ultimi 10 anni. Lo stesso anno Lucano viene intervistato nel cortometraggio di Wim Wenders, Il volo: nel film è ispirato a lui il personaggio interpretato da Ben Gazzara.

#### 3º mandato (2014-2018)

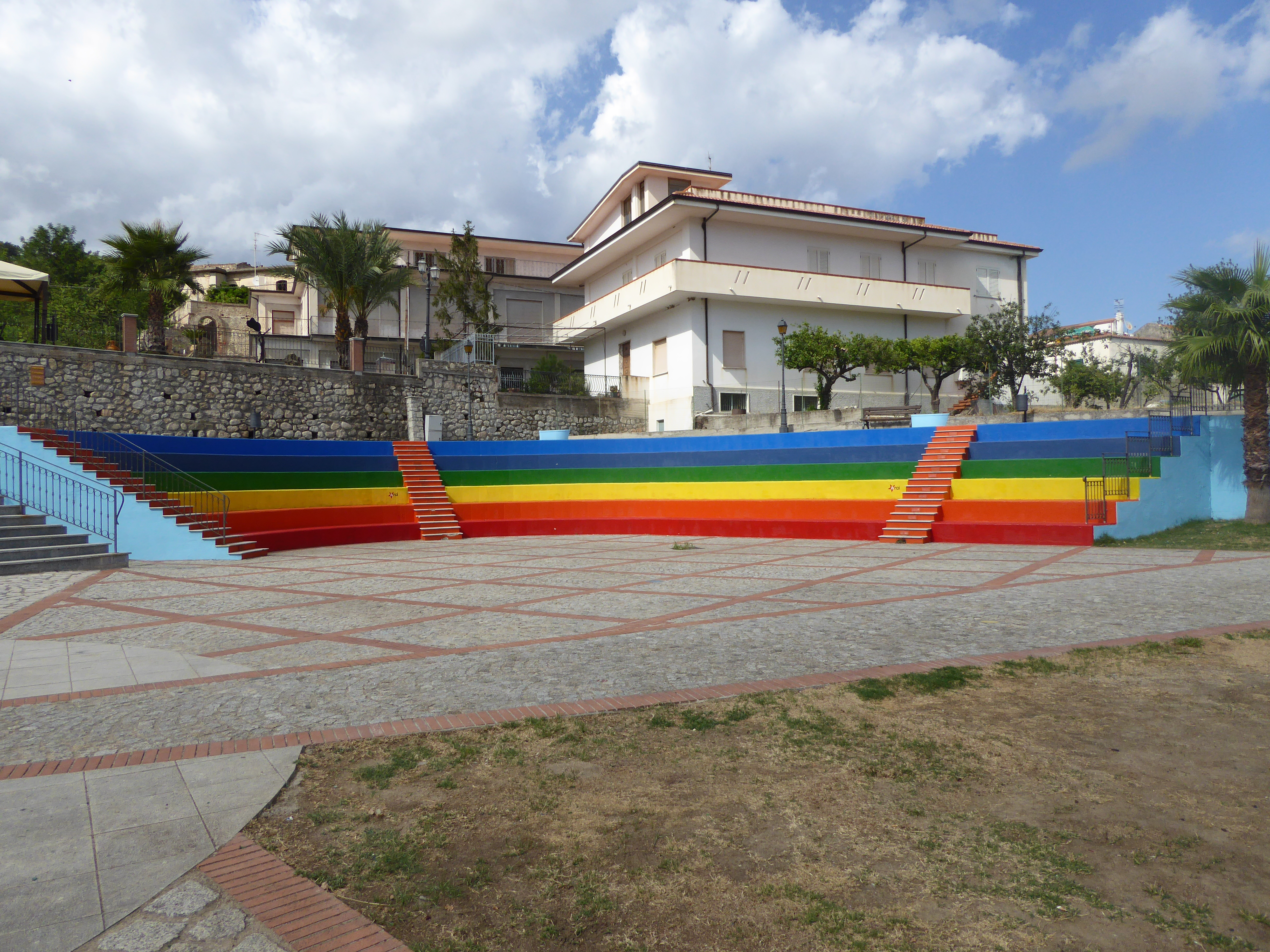
Il teatro dove si svolge dal 2009 il "Riace in Festival"

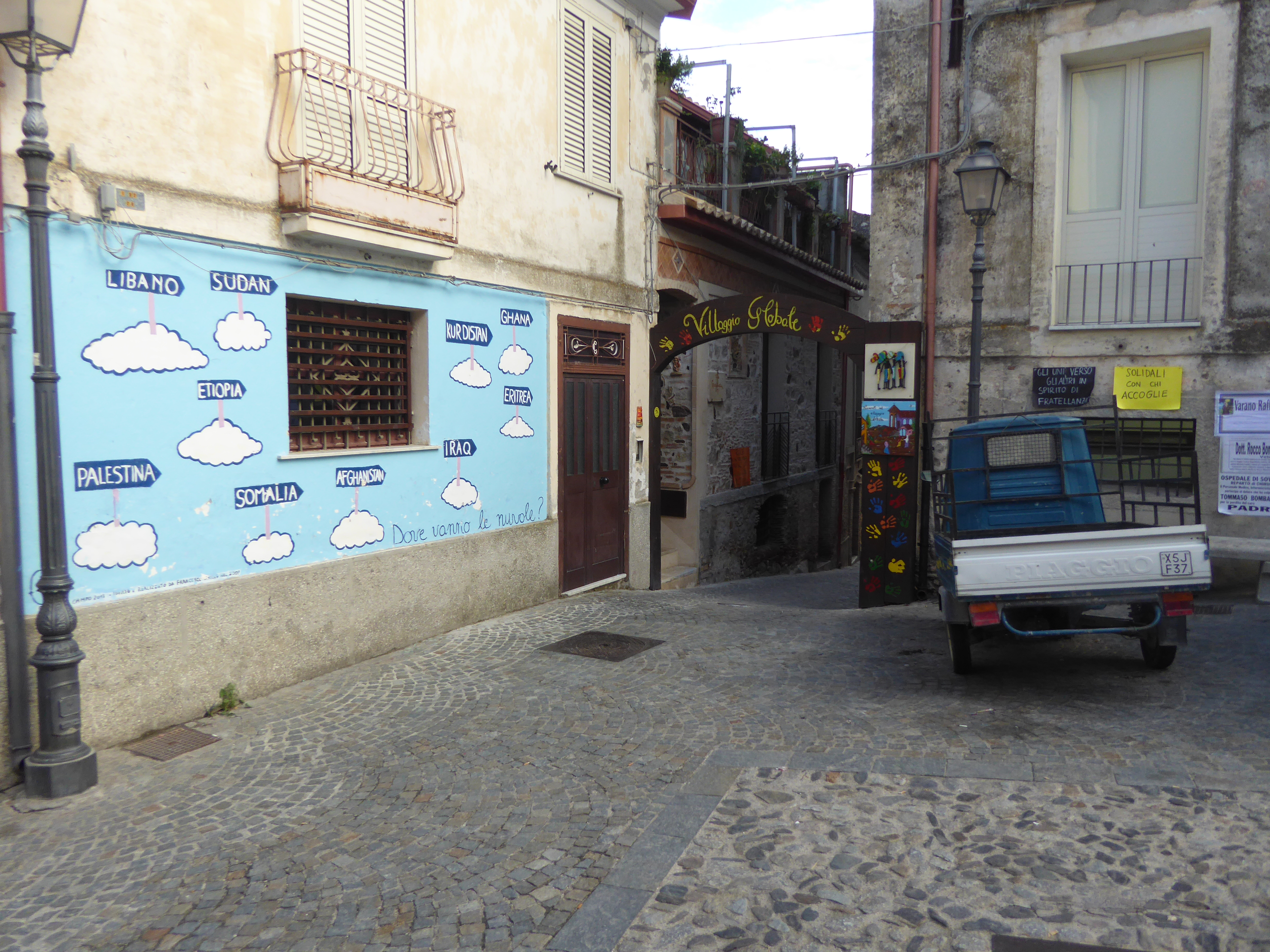
Villaggio Globale

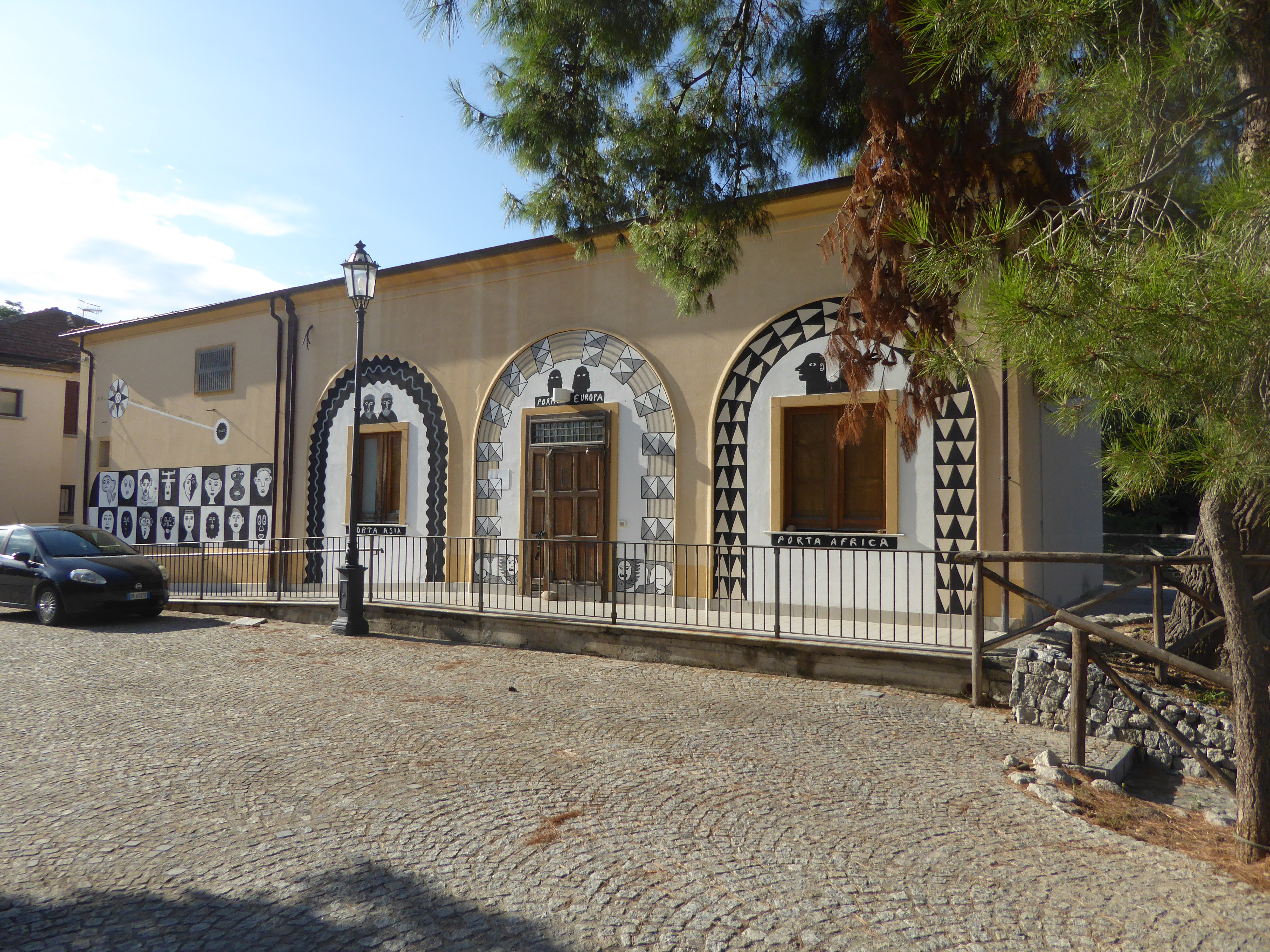
Porta Europa a Riace

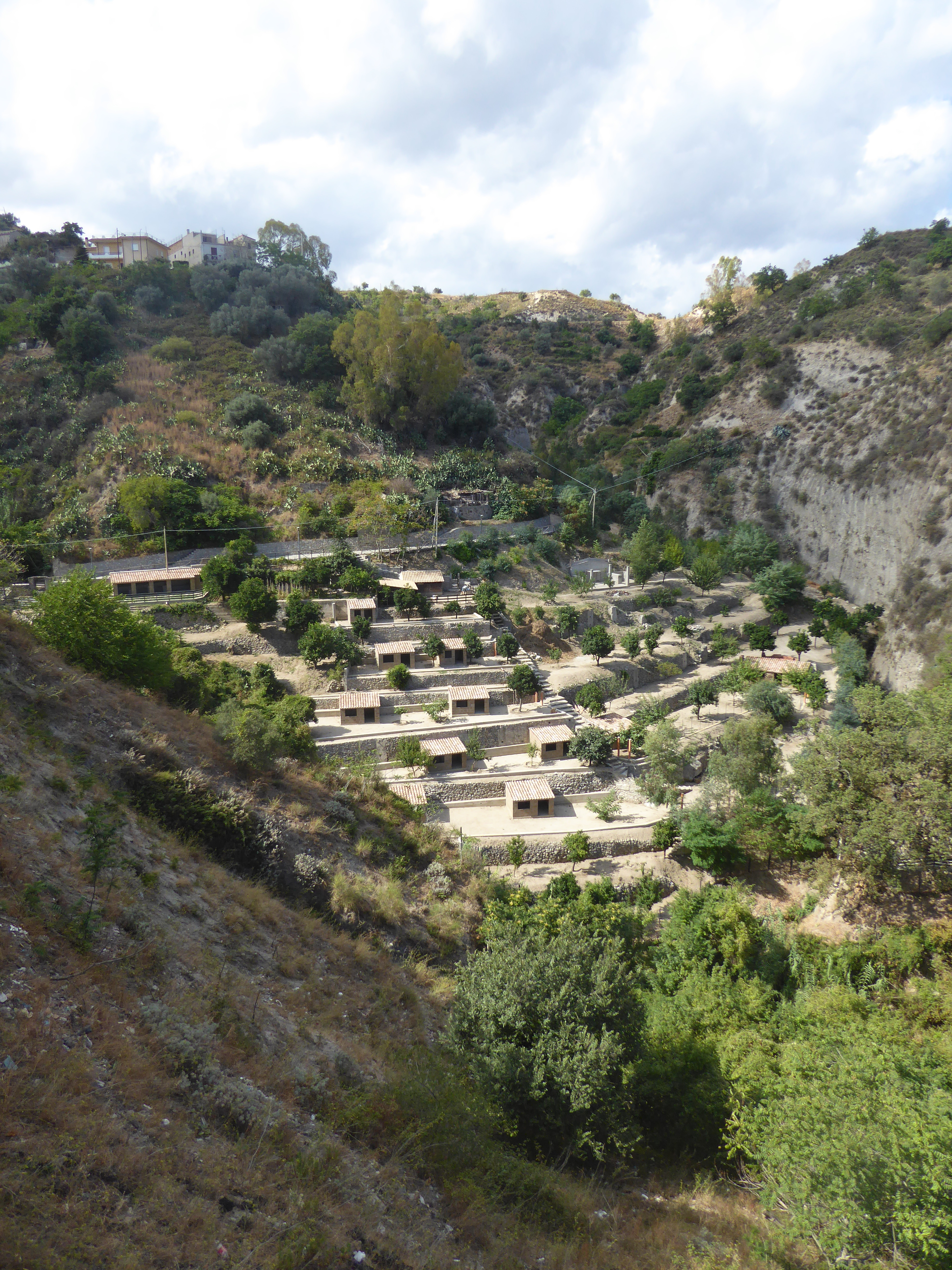
Il Parco delle fontane e la gestione degli asini per la raccolta differenziata e l'onoterapia

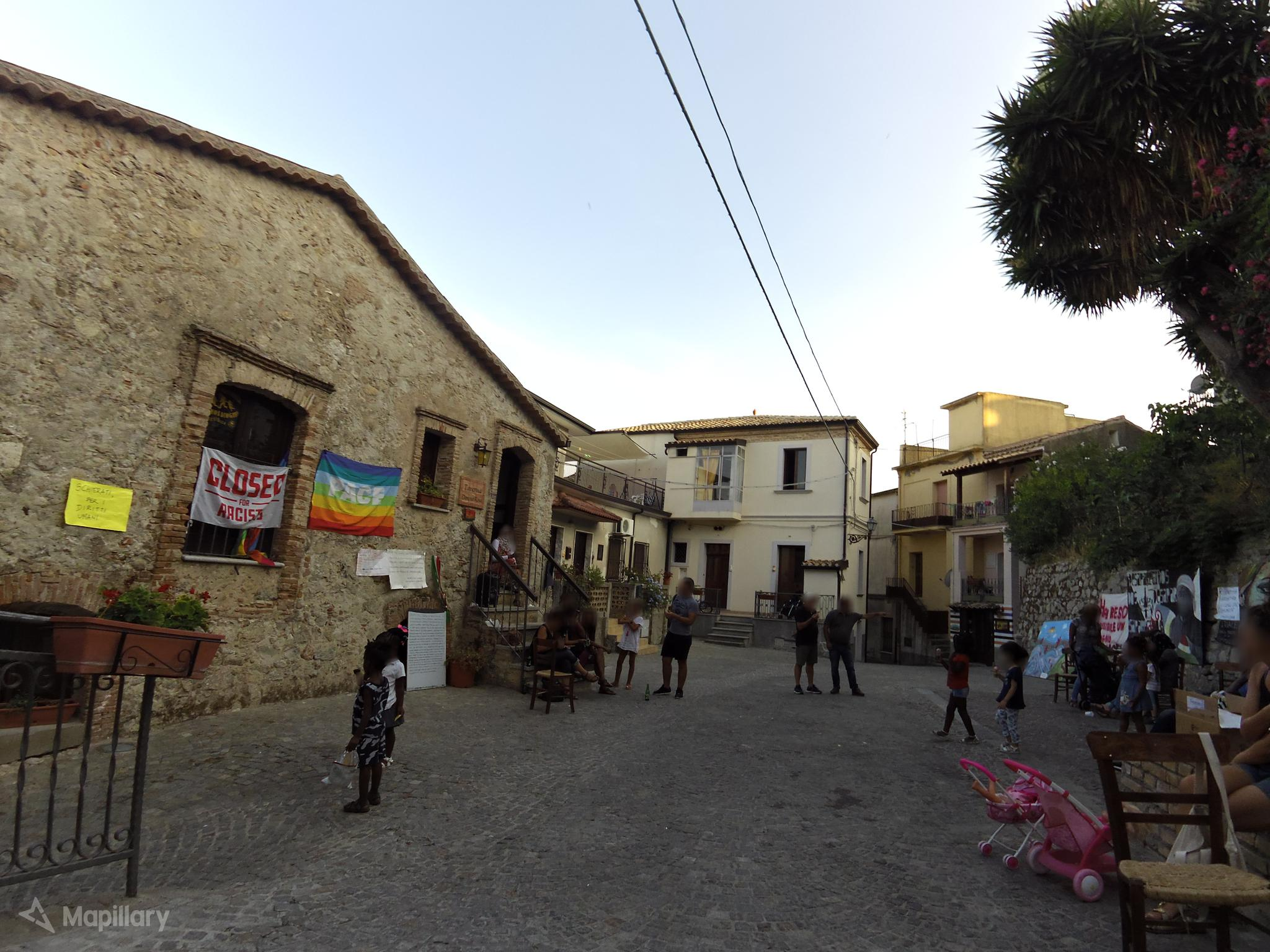
Villaggio globale

Nel 2014 Mimmo Lucano si ricandida per la terza volta a sindaco del paesino Ionico,  con la lista civica "L'altra Riace", vincendo con 613 voti (54,48%).
Nel 2016 viene inserito tra i 50 più importanti leader del mondo (al 40º posto) dalla rivista Fortune. L'anno successivo, nel 2017, il sindaco calabrese riceve il premio per la Pace Dresda 2017, che assegna l'omonima città tedesca e il Los Angeles Times redigerà un intero articolo sul paese.
A fine anno arriva la relazione del prefetto di Reggio Calabria, Michele Di Bari. I verbali di dicembre 2016 riferiscono di anomalie nel funzionamento del sistema, che portano ad aprire una indagine della magistratura su Domenico Lucano, accusato di truffa e concussione. 
Il Ministro dell'Interno Minniti a seguito di ciò blocca i fondi, non riconoscendo più al Comune i bonus e le borse lavoro degli ultimi tre anni (pari ai 35 euro giornalieri stanziati per ogni migrante).
Una seconda relazione del prefetto del 26 gennaio 2017 ha toni differenti e loda il modello d'integrazione.
Il 3 ottobre 2018 viene sospeso dalla carica di sindaco. Il 27 aprile 2019 si candida come consigliere comunale a sostegno della candidata sindaca, l'assessora ai lavori pubblici uscente Maria Spanò, nella lista "Il cielo sopra Riace". La lista è arrivata terza con 320 voti, riuscendo ad eleggere un solo consigliere comunale; Lucano ha ottenuto 140 preferenze personali, il più alto numero di preferenze fra tutti i candidati, venendo quindi eletto consigliere.
In occasione delle elezioni europee del 2019, Lucano annuncia il proprio sostegno alla lista elettorale La Sinistra, composta da membri di Sinistra Italiana e Rifondazione Comunista.

#### 4º mandato (dal 2024)
In contemporanea alle elezioni europee del 2024, Mimmo Lucano si ricandida alla carica di sindaco di Riace: con il 46,3% viene rieletto per la quarta volta primo cittadino del comune calabrese. Nella ritrovata veste di sindaco, durante il Consiglio comunale del 4 novembre 2024, concede la cittadinanza onoraria di Riace a Maysoon Majidi, un'attivista curdo-iraniana fuggita dal suo Paese, e accusata, appena giunta in Italia, di essere una trafficante di esseri umani, pur con prove labili, secondo le disposizioni contenute nel Decreto Cutro, varato dal governo Meloni. Nella stessa occasione, il Consiglio ha riconosciuto formalmente l'esistenza dello Stato di Palestina, in un gesto di protesta simbolico contro l'atteggiamento italiano ed europeo di appoggio incondizionato alle operazioni militari israeliane nella Striscia di Gaza.
Nel marzo del 2025, dopo la condanna definitiva a 18 mesi per falso pronunciata dalla Cassazione, il prefetto di Reggio Calabria, su richiesta del Ministero dell'Interno, ha avviato il procedimento di decadenza da primo cittadino nei suoi confronti, in quanto il Viminale ritiene che il reato rientri in quelli punibili dalla legge Severino, sottoponendo la questione al Consiglio comunale riacese, che però, il 9 aprile 2025 ha votato a maggioranza (con un astenuto e l'opposizione assente) contro la decadenza di Lucano da sindaco. Tuttavia il 1° luglio seguente viene dichiarato decaduto dal tribunale di Locri.
A tale dichiarazione di decadenza è stato fatto fatto ricorso presso la Corte di Appello di Reggio Calabria. L'udienza si terrà il 9 gennaio 2026 e, fino ad allora, Lucano resta sindaco di Riace 

### Candidatura alle regionali ed elezione ad europarlamentare
Nel settembre del 2021, Mimmo Lucano si presenta ufficialmente alle elezioni regionali in Calabria del 2021, come capolista in tutte le circoscrizioni della lista civica Un'altra Calabria è possibile (sostenuta anche da Sinistra Italiana), in supporto della candidatura di Luigi de Magistris alla presidenza della Regione. Nelle suddette elezioni, Lucano raccoglie 9.779 preferenze a livello personale; tuttavia, la sua lista ottiene solo il 2,39% dei voti complessivi, non superando quindi la soglia di sbarramento del 4%, necessaria ad ottenere seggi in consiglio regionale.
In vista delle elezioni europee del 2024, Lucano annuncia di aver accettato la candidatura da europarlamentare propostagli dai referenti politici di Alleanza Verdi e Sinistra, Angelo Bonelli e Nicola Fratoianni; nella stessa occasione, afferma anche di aver rifiutato un'offerta analoga da parte del Partito Democratico, a causa di visioni divergenti sulla guerra in Ucraina. Viene quindi candidato come capolista nella circoscrizione meridionale, nonché nelle circoscrizioni nord-orientale, nord-occidentale e insulare, risultando eletto europarlamentare con 101.800 preferenze. Contemporaneamente è rieletto per la quarta volta sindaco di Riace, potendo mantenere la doppia carica in quanto a capo di un centro di piccole dimensioni. Al Parlamento europeo Lucano aderisce al gruppo La Sinistra al Parlamento europeo, votando no all'elezione di Roberta Metsola come Presidente del Parlamento europeo e di Ursula von der Leyen come Presidente della Commissione europea, per via delle sue posizioni riguardo l'immigrazione, l'invio di armi all'Ucraina e la mancata presa di posizione sulla strage di civili palestinesi a Gaza.

## Procedimenti giudiziari

### Giustizia penale
Nell'ottobre 2017 il sindaco Lucano è iscritto tra gli indagati dalla Procura di Locri in merito alla gestione del sistema dell'accoglienza: i reati contestati sono truffa aggravata per il conseguimento di erogazioni pubbliche ai danni dello Stato e dell'Unione europea, concussione e abuso d'ufficio.
Il 2 ottobre 2018, a conclusione dell'operazione Xenia, viene messo agli arresti domiciliari con l'accusa di favoreggiamento dell'immigrazione clandestina (per aver progettato nel 2017 di far ottenere la cittadinanza italiana ad una donna nigeriana senza permesso di soggiorno attraverso un matrimonio combinato, ma poi non avvenuto) e illeciti nell'affidamento diretto del servizio di raccolta dei rifiuti urbani a due cooperative locali che impiegavano migranti (il giudice dichiara però infondate le accuse di concussione, truffa allo stato e abuso d'ufficio). 
In particolare, secondo il prefetto, la gestione dei fondi era stata superficiale, ma non era sopravvenuto alcun illecito da essa. Rimangono le accuse di aver collaborato per fare un matrimonio combinato per far ottenere il permesso ad una donna nigeriana di rimanere a Riace e di aver forzato la procedura per assegnare la gestione rifiuti di Riace alle cooperative Ecoriace e Aquilone. Il prefetto lo sospende da Sindaco.
Il 16 ottobre 2018 il tribunale del riesame revoca i domiciliari ma sancisce il divieto di dimora a Riace. Il 26 febbraio 2019 la Cassazione annulla il divieto di dimora, decisione che tuttavia verrà applicata dal tribunale di Locri solo a settembre. Sempre secondo la Cassazione inoltre sarebbe risultata infondata l'accusa di aver celebrato o progettato matrimoni di comodo.
L'11 aprile 2019 Lucano viene rinviato a giudizio per abuso d'ufficio e favoreggiamento dell'immigrazione clandestina. Il 12 aprile 2019 viene iscritto nel registro degli indagati insieme ad altre nove persone per truffa e falso in relazione alla gestione dei migranti a Riace. Nel dicembre 2019 riceve un ulteriore avviso di garanzia per il rilascio di una carta d'identità ad una giovane madre eritrea e al figlio neonato privi di permesso di soggiorno e un ulteriore avviso di garanzia per aver attestato la conformità di tre appartamenti assegnati a migranti, ma in realtà privi di certificati di collaudo statico e di abitabilità.
Il 30 settembre 2021 il Tribunale di Locri, presieduto dal giudice Fulvio Accurso, lo condanna in primo grado alla pena di 13 anni e 2 mesi di reclusione per i reati di truffa, peculato, falso ideologico e abuso d'ufficio, aggravati dall'aver "costituito un'associazione per delinquere che aveva lo scopo di commettere un numero indeterminato di delitti contro la Pubblica Amministrazione" in concorso con altri imputati. A Lucano non è stato concesso alcun tipo di attenuante, nonostante l'incensuratezza. La pena è quasi il doppio rispetto a quanto richiesto dal pubblico ministero in quanto il giudice ha riqualificato l'abuso d'ufficio nel più grave reato di truffa aggravata e non ha riconosciuto il vincolo di continuazione fra tutti i reati, andando quindi a sommare aritmeticamente le pene per due diversi filoni, invece che applicare l'istituto del cumulo giuridico, che avrebbe portato ad una pena inferiore. Secondo il giudice di primo grado, inoltre, Lucano avrebbe "strumentalizzato il sistema dell'accoglienza a beneficio della sua immagine politica" creando, con i fondi destinati all'accoglienza dei migranti, progetti di valorizzazione del territorio, ma anche investimenti che gli avrebbero fruttato un arricchimento personale.
L'11 ottobre 2023 la sentenza di appello vede la condanna ridotta a 1 anno e 6 mesi, con pena sospesa, limitatamente al reato di falso in atto pubblico su una delibera del comune. Viene poi prescritto il reato di abuso d'ufficio relativo a due ulteriori distinti episodi: la falsa certificazione alla SIAE di concerti a Riace nel 2015, e l'affidamento del servizio di raccolta rifiuti a due cooperative sociali non registrate all'albo regionale. Per tutte le altre accuse viene assolto assieme a 15 degli altri 16 coimputati. Il 12 febbraio 2025 la Cassazione conferma in via definitiva la sentenza di appello.

### Giustizia amministrativa
Il 21 maggio 2019 il Tar di Reggio Calabria con sentenza n. 356/2019 ha annullato il provvedimento con cui nell’ottobre del 2018 il Viminale ha smantellato il sistema d'accoglienza del borgo. Il provvedimento del Ministero è stato considerato illegittimo poiché adottato in violazione delle norme sul procedimento.
Il 9 giugno 2020 il Consiglio di Stato ha sconfessato la chiusura dei progetti SPRAR voluta dall'allora ministro dell'Interno Salvini.
Nell'ottobre del 2024 la Corte dei conti condanna Lucano per danno erariale da 738.000 euro per "irregolarità sulla gestione dei migranti" tra il 2011 e il 2012.

## Il "modello Riace"

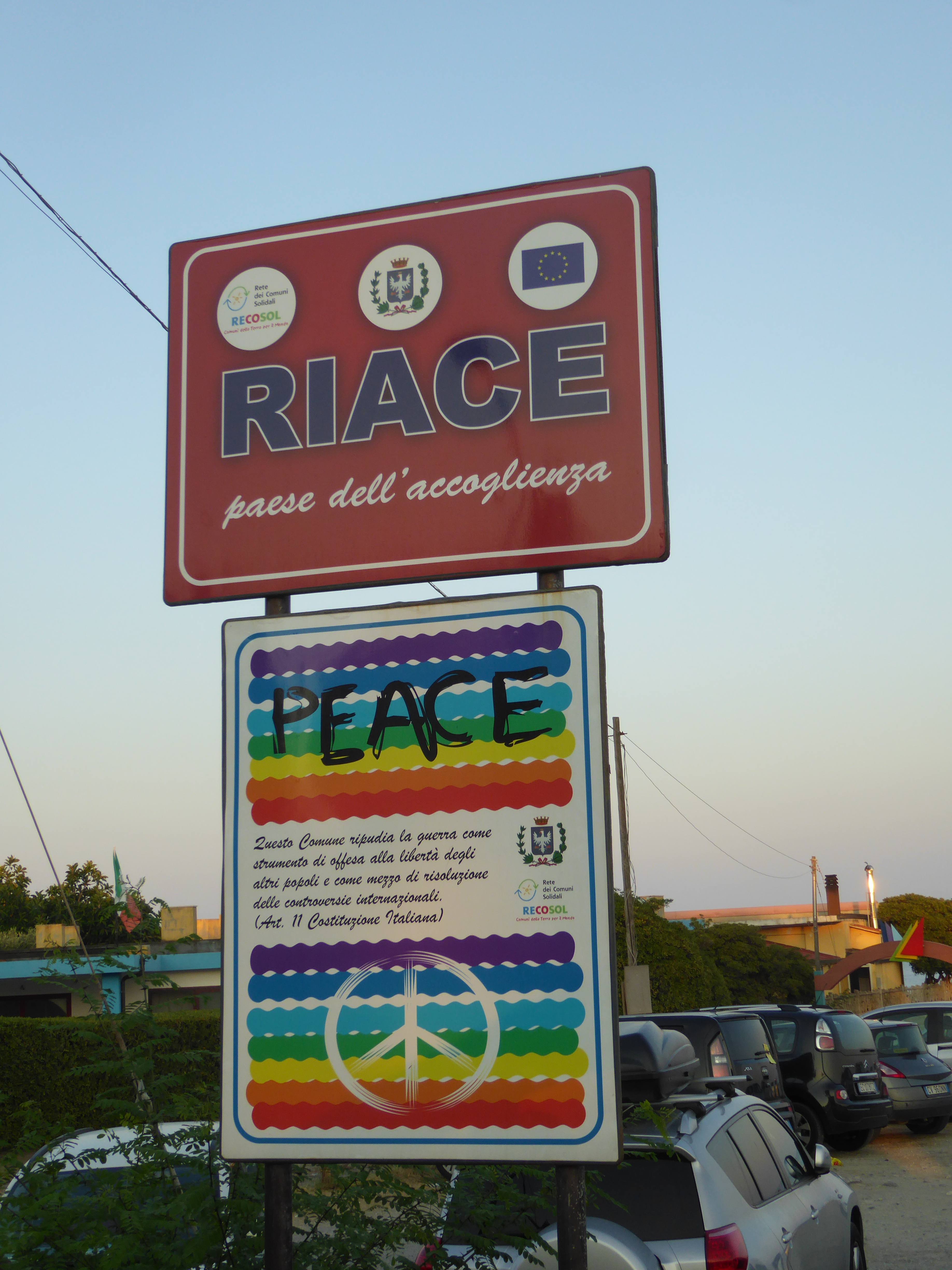
Cartello di Riace

### Un modello di integrazione e di sviluppo socio-economico
Il sistema d'accoglienza che il sindaco ha messo in pratica è stato giornalisticamente definito Modello Riace e consiste in diverse azioni intraprese nel corso degli anni: aderire al sistema SPRAR, ottenere fondi regionali o mutui per la ristrutturazione delle case dismesse e attraverso le associazioni dare accoglienza e ospitalità ai rifugiati e ai richiedenti asilo che potranno lavorare nel comune attraverso laboratori artigiani di tessitura, lavorazione del vetro, confettura. Tra le altre misure intraprese in attesa dell'erogazione in ritardo dei fondi risulta la creazione della moneta locale l'euro di Riace, una sorta di bonus di spesa del taglio di 1, 2, 10, 20, 50 e 100 euro utilizzabile anche dai turisti.
Nel 2017, il modello coinvolgeva 550 migranti ospitati a Riace, ma dalla cittadina ne erano passati almeno 6000.
Anche i comuni di Stignano e Caulonia insieme a Riace durante la crisi umanitaria di Lampedusa del 2009 diedero disponibilità di 200 posti a confronto di Milano che si rese disponibile per 20.

### Le criticità
Nella relazione del prefetto di Reggio Calabria del dicembre 2016 i verbali riferiscono anomalie nel funzionamento del sistema. Da qui è scattata l'indagine della magistratura su Domenico Lucano per truffa e concussione. Il ministero dell'Interno poi ha bloccato i fondi, non riconoscendo più al Comune i bonus e le borse lavoro degli ultimi tre anni (pari ai 35 euro giornalieri stanziati per ogni migrante). Nella seconda (26 gennaio 2017) i toni sono differenti e lodano il modello d'integrazione.
Il 12 gennaio 2019 a Caulonia, con la presenza di Lucano, si è costituito un Comitato promotore della Fondazione “È stato il vento” per cercare di sostenere il comune di Riace e rilanciare quel modello di accoglienza. Presidente Onorario è stato eletto Giuseppe Lavorato, tra gli aderenti anche il missionario Comboniano Alex Zanotelli.

## Riconoscimenti
- 2006 - Premio in "ricordo di Tom Benetollo"
- 2006 - Premio sostenibilità ambientale dalla Provincia di Roma
- 2010 - 3° al Premio World Mayor (migliori sindaci al mondo)[4]
- 2015 - Premio per la Pace ed i Diritti Umani a Berna
- 2016 - 40° nella lista Fortune dei leader più influenti al mondo[25]
- 2017 - Premio per la Pace Dresda[26]
- 2018 - Cittadinanza onoraria dal comune di Milano[103]
- 2022 - Cittadinanza onoraria dal comune di Marsiglia (Francia)[104]

## Nella cultura di massa

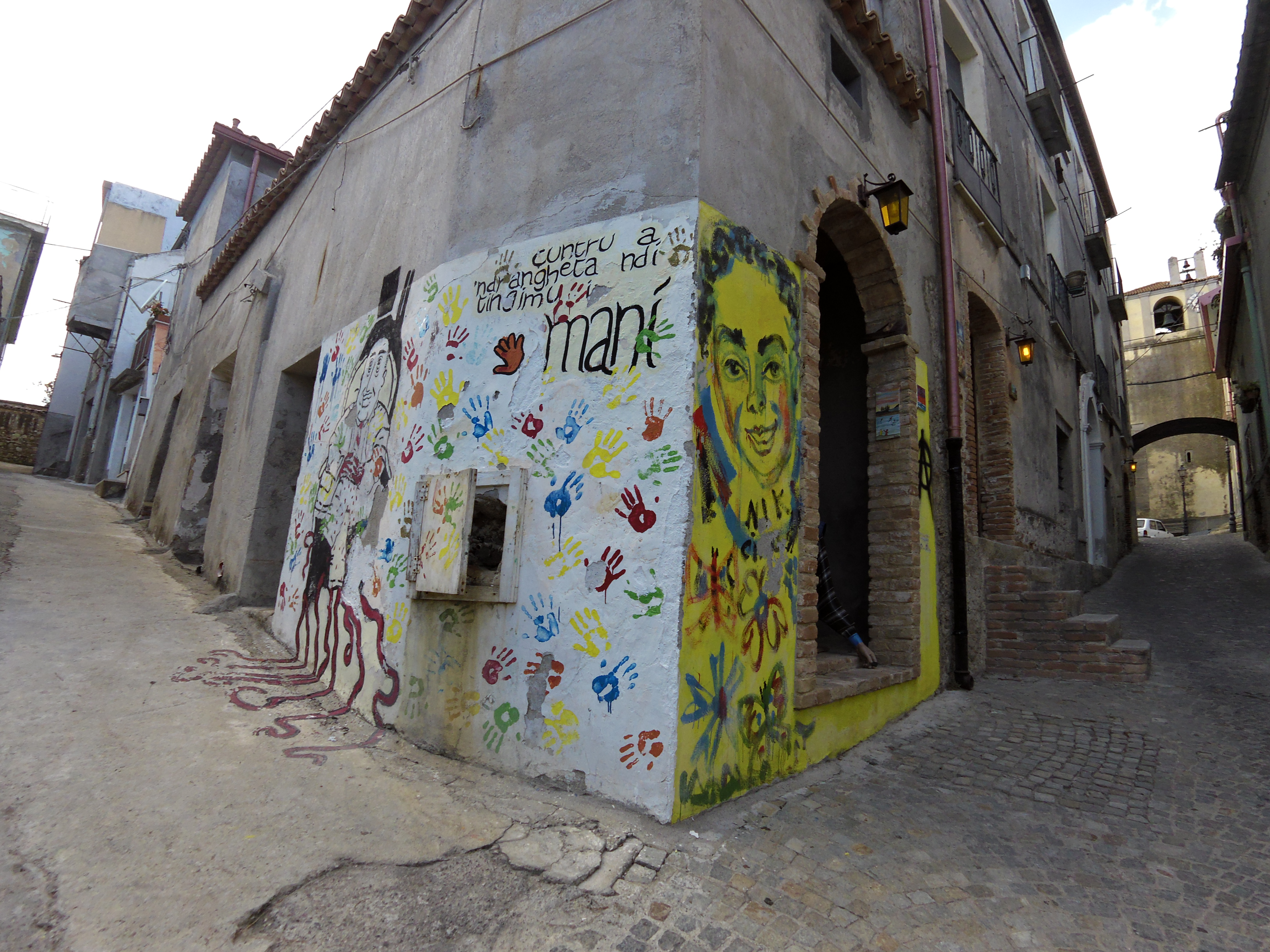
Murale contro la 'ndrangheta

### Cinema
Nel 2010 il regista Wim Wenders realizza il cortometraggio Il volo, in cui il sindaco viene interpretato da Ben Gazzara.
Nel 2016 il documentario Un paese di Calabria descrive il paese di Riace e il suo progetto di accoglienza dalla viva voce del sindaco Lucano e di alcuni suoi concittadini.
Nel 2017 Picomedia, Ibla Film e Rai Fiction hanno realizzato la miniserie Tutto il mondo è paese ispirata alla storia di Riace e di Mimmo Lucano (interpretato da Beppe Fiorello). Tuttavia, in attesa delle decisioni della magistratura  la Rai ha deciso di sospendere la messa in onda della fiction, inizialmente prevista per la stagione televisiva 2018/2019.

### Musica
Nel 2019 un gruppo di cantanti e musicisti italiani ha pubblicato il manifesto di solidarietà È Stato il Vento - Artisti per Riace, per appoggiare il modello di integrazione e accoglienza di Riace.
Sempre nel 2019, il cantautore Vinicio Capossela sceglie il borgo di Riace come set del videoclip, diretto da Daniele Ciprì, che accompagna il suo singolo "Il povero Cristo". Nel backstage del video (che vede come protagonisti Enrique Irazoqui - protagonista del film Il vangelo secondo Matteo di Pier Paolo Pasolini - e Marcello Fonte - protagonista del film Dogman di Matteo Garrone) compare lo stesso Lucano. Il cantautore campano ha dichiarato di aver dedicato la canzone a Riace e alla sua esperienza di accoglienza.